# Мироненко, Геннадий Михайлович
Геннадий Михайлович Мироненко (26 декабря 1938, Азов — 15 июля 2018) — офицер-подводник, начальник Высшего военно-морского инженерного училища имени Ф. Э. Дзержинского, доктор военных наук, профессор, отличник просвещения Российской Федерации, контр-адмирал.

## Биография
Геннадий Михайлович Мироненко родился 26 декабря 1938 года в городе Азове Ростовской области. После окончания с серебряной медалью средней школы в Ростове-на-Дону в 1955 году поступил в Севастопольское ВВМИУ подводного плавания. В 1958 году вместе с однокурсниками был переведён на специальный факультет (с 1988 года факультет получил открытое наименование — факультет ядерных энергетических установок) Высшего военно-морского инженерного училища имени Ф. Э. Дзержинского в Ленинграде, который окончил в 1960 году.
В 1960—1971 годах служил инженером-механиком на атомных подводных лодках на Северном и Тихоокеанском флотах. Офицерскую корабельную службу начал на Северном флоте на атомной подводной лодке «К-133» в должности командира группы дистанционного управления. В 1963 году был участником первого экваториального подводного плавания, во время которого на корабле произошли три радиационные аварии, с которыми экипаж справился. После похода Мироненко был назначен командиром дивизиона живучести электромеханической боевой части (БЧ-5) подводной лодки. В феврале — марте 1966 года был участником первого в истории советского Военно-Морского Флота группового плавания лодок в подводном положении вокруг земного шара. За этот поход Геннадий Мироненко был награждён орденом Красного Знамени и назначен командиром БЧ-5 подводной лодки «К-143». За время корабельной службы с 1960 по 1971 годы был участником двенадцати автономных походов («автономок»).
В 1971—1978 годах был преподавателем, старшим преподавателем, начальником цикла в Учебном центре ВМФ в Обнинске.
В 1978 году капитан 1 ранга Г. М. Мироненко был назначен первым начальником 717 учебного центра ВМФ (в/ч 20873) в Комсомольске-на-Амуре и практически был его основателем.
С 1988 по 1994 год — начальник Высшего военно-морского инженерного училища имени Ф. Э. Дзержинского.
Доктор военных наук, профессор кафедры живучести подводных лодок ВВМИУ. Отличник просвещения РФ. Автор 68 научных работ и научных пособий в области живучести атомных подводных лодок.
Неоднократно избирался депутатом местных советов, членом Ленинградского обкома КПСС, был руководителем общественной приёмной Адмиралтейского района Санкт-Петербурга.
В 2000 году Г. М. Мироненко избран Президентом Международного фонда моряков-подводников и ветеранов подводного флота.
Внесён в Золотую Книгу Санкт-Петербурга. В декабре 2004 года был избран Президентом Межрегионального клуба «Пётр Великий».
Умер Г. М. Мироненко 15 июля 2018 года, похоронен в Санкт-Петербурге.

## Награды
- Орден Мужества
- Орден Красного Знамени
- Орден Красной Звезды
- Орден «За службу Родине» III степени
- Медали